# Hafen von Lancaster
Koordinaten: 54° 3′ 13,8″ N, 2° 48′ 19,3″ W

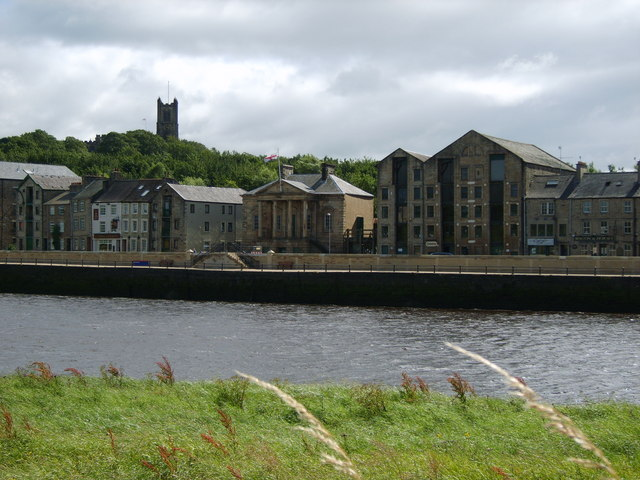
St. George’s Quay

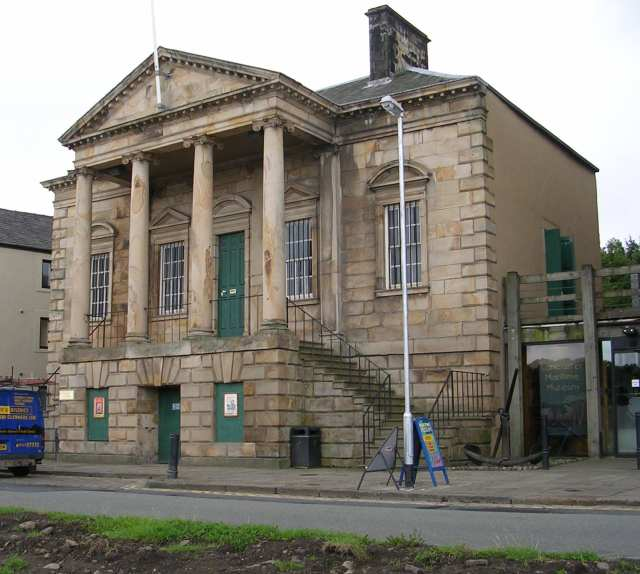
Customs House – St George’s Quay

Der Hafen von Lancaster ist ein Binnenhafen am River Lune in der Stadt Lancaster in Lancashire, England.
Es ist gesichert, dass es einen Hafen in Lancaster in römischer Zeit gab, auch wenn nur wenig darüber bekannt oder sichtbar ist.
Im Jahr 1687 wird die erste Fahrt eines Schiffes zwischen Jamaika und Lancaster verzeichnet und auch wenn es eine Zuckerraffinerie zu etwa dieser Zeit in Lancaster gab, so wurde der Rohzucker doch aus London und Bristol geholt und weiterverarbeitet. Aus dem Jahr 1698 ist die erste Fahrt eines Schiffes – der Imployment – nach Virginia belegt. Dieser von William Stout und seinem Schwager John Hodgson betriebene Versuch, einen Handel mit Tabak aufzubauen, war ein Fehlschlag, aber Stout sah große Vorteile im direkten Import von Waren, wie etwa Wein aus Bordeaux, über den Hafen von Lancaster, da so die Kosten für die Händler in Bristol oder Liverpool vermieden werden konnten.
Aber der Hafen am River Lune ist stark von den Gezeiten betroffen und dies bereitete dem Handel große Probleme und verhinderte dessen Aufschwung, so dass Daniel Defoe den Hafen am Anfang des 18. Jh. als sehr vernachlässigt beschrieb. 1749 wurde durch einen Beschluss des englischen Parlaments eine Hafenbehörde (Port Authority) in Lancaster gegründet, deren Aufgabe es war, die Schifffahrt auf dem River Lune sicherer zu machen. Es wurde daraufhin zuerst der St. George’s Quay gebaut, der zu den „beeindruckendsten Hafenbauten des 18. Jh. gehört“. Zu den Bauten des St. George’s Quay gehört auch das Customs House (1764; heute das Maritime Museum), nachdem bis 1732 sogar der Hafen von Chester noch für die Zolleinnahmen verantwortlich war. Der New Quay ergänzte die Anlagen des St. George’s Quay nach 1760.
Der Hafen von Lancaster erlebt in der zweiten Hälfte des 18. Jhs. auch einen Aufschwung. Aus Lancaster wurden Lederwaren, Wolle und Leinen neben Möbeln und vielen anderen Waren verschifft. Importiert wurden Zucker, Kaffee, Rum, Baumwolle und Mahagonny. 1784 wurde Lancaster der Umschlag von Tabak aus Amerika erlaubt. Generell wurde der Handel aus dem Hafen mit Europa u. a. Russland und dem Baltikum, aber auch mit Westindien und Amerika sowie innerhalb Englands betrieben.
Schiffe aus dem Hafen von Lancaster waren aber auch im Sklavenhandel tätig. Der Sklavenhandel von Händlern aus Lancaster begann 1736 mit dem Schiff Prince Frederick. Einer der am Sklavenhandel beteiligten Kaufleute aus Lancaster war Dodshon Foster. Er war nur mit einem kleinen Schiff im Dreieckshandel tätig, der billige Waren nach Afrika für Sklaven nach Westindien und Rum und Zucker nach England brachte. Mit Fosters Schiff wurden zwischen 1752 und 1758 – als der Siebenjährige Krieg den Sklavenhandel vorübergehend zum Erliegen brachte – 700 Sklaven nach Westindien gebracht. Dies ist nur ein sehr kleiner Teil der rund 25.000 Menschen, die mit rund 200 Fahrten von Schiffen aus Lancaster transportiert wurden. Lancaster war für etwa 20 Jahre der viertgrößte Hafen, der in England am Sklavenhandel beteiligt war. Zum Ende des 18. Jh. konzentrierte sich der Sklavenhandel dann aber auf die Häfen von Liverpool und Bristol. Der Sklavenhandel in Lancaster war nur eine kurze Episode in der Geschichte des Hafens, trotzdem trug er ganz wesentlich zum Reichtum der Stadt bei, der sich noch heute in ihren georgianischen Bauten zeigt. Ein anderes Zeugnis sind die Einträge in Kirchenbüchern vor allem in Lancaster über Taufen und Beerdigungen von 40 „Dienstboten“, die aus Afrika oder Westindien nach Lancaster gekommen waren und bei Händlern oder Schiffskapitänen in Dienst standen.
Da aber auch die Port Authority die Gezeitenprobleme des Hafens in Lancaster letztendlich nicht beseitigen konnte, wurden auch am Sunderland Point und dann am Glasson Dock an der Mündung des River Lune Kaianlagen für den Hafen von Lancaster angelegt und auch Piel Island in der Morecambe Bay waren ein Teil des Hafens.
Die schwierige geographische Lage des Hafens in einer Zeit größer werdender Schiffe war ein Grund dafür, dass die Bedeutung des Hafens Lancaster Anfang des 19. Jh. schwand, ein anderer Grund war, wie es heißt, dass der Hafen von Lancaster höhere Hafengebühren entrichten musste als etwa der einfacher zugängliche Hafen von Liverpool.
Eine Karte von Lancaster aus dem Jahr 1821 zeigt aber noch zwei Schiffswerften in Lancaster, an jedem Ufer des River Lune eine.
Über die Hafen von Glasson Dock als Hafen von Lancaster wird auch heute noch ein beschränkterer Handel getrieben.

## Nachweise
1. ↑  University of Lancaster – Centre for North West Regional Studies. Archaelogical Conference 2. März 1996. Reconstructing the archaelogical past. Archivlink (Memento des Originals vom 23. Dezember 2011 im Internet Archive)  Info: Der Archivlink wurde automatisch eingesetzt und noch nicht geprüft. Bitte prüfe Original- und Archivlink gemäß Anleitung und entferne dann diesen Hinweis. (online)
2. 1 2  John Duncan Marshall (Hrsg.); William Stout: The Autobiography of William Stout. Manchester University Press, 1967; John Duncan Marshall: Introduction. S. 26. (online)
3. ↑  Daniel Defoe: A Tour Through The Whole Island Of Great Britain. 1724–1727. Hier nach Tim Lambert: A brief history of Lancaster, Lancashire, England.
4. ↑  University of Lancaster – Centre for North West Regional Studies. Archaelogical Conference 2. März 1996.
5. ↑   Lancaster Maritime Museum (Memento des Originals vom 15. April 2012 im Internet Archive)  Info: Der Archivlink wurde automatisch eingesetzt und noch nicht geprüft. Bitte prüfe Original- und Archivlink gemäß Anleitung und entferne dann diesen Hinweis.
6. ↑  Samuel Lewis A topographical dictionary of England, 1831, S. 20.
7. ↑  Das Holz und die Möbel wurden sehr wahrscheinlich zu einem Großteil von Robert Gillow, einem sehr angesehenen Möbeltischler in Lancaster, gehandelt. Vergl. Andrew White: Lancaster – A History. Phillimore, Chichester 2003, ISBN 1-86077-244-7, S. 60–62.
8. ↑  John Reeves: A history of the law of shipping and navigation. S. 366.
9. ↑  White, S. 62–63. Dass Foster Quäker war, hinderte ihn dabei nicht, in diesem Handel tätig zu sein.
10. ↑   Lancaster Maritime Museum (Memento des Originals vom 3. Oktober 2012 im Internet Archive)  Info: Der Archivlink wurde automatisch eingesetzt und noch nicht geprüft. Bitte prüfe Original- und Archivlink gemäß Anleitung und entferne dann diesen Hinweis.
11. ↑  White, S. 33.
12. ↑  Hilda Kean: Personal and Public Histories: Issues in the Presentation of the Past. In: Brian J. Graham; Peter Howard (Hrsg.): The Ashgate research companion to heritage and identity. Ashgate Publishing, 2008, S. 55.
13. ↑  White S. 6–8.
14. ↑  Samuel Lewis beschreibt noch 1831 die Möglichkeiten für Schiffe, in der Stadt Lancaster in den Hafen zu gelangen, als begrenzt. Lewis, S. 20.
15. ↑  Handbook for Shropshire, Cheshire and Lancashire. Murrays English Handbooks, John Murray 1870, S. 289.
16. ↑  White, S. 52/53.